# Chase H.Q.
Chase H.Q. (チェイスH.Q.) est un jeu vidéo de combat motorisé et de course développé et édité par Taito, sorti en 1988 sur borne d'arcade, Amiga, Amstrad CPC, Atari ST, Commodore 64, FM Towns, MSX, X68000, ZX Spectrum, PC-Engine, Master System, Mega Drive, Saturn, NES, Super Nintendo, Game Boy, Game Boy Color et Game Gear.
Le policier Tony Gibson, avec son partenaire Raymond Broady, membres du "Chase Special Investigation Department", avec leur Porsche 928 noire équipée d’un turbo, doivent rattraper et empêcher des criminels de fuir à bord de leur véhicule.

## Système de jeu
Au début de chaque niveau, il est indiqué au joueur la voiture qu’il doit poursuivre. La voiture du criminel étant très éloignée au début du jeu, il faut la rattraper avant le délai imparti. Si le joueur fait des sorties de routes à plusieurs reprises ou conduit trop lentement, la voiture s'échappera. À certains moments de la partie, la route se divise et la bonne direction doit être choisie, sinon le criminel gagnera plus de temps pour s’enfuir. Lorsque le véhicule du criminel est atteint, un temps supplémentaire est accordé au joueur et le véhicule doit être percuté à plusieurs reprises jusqu'à ce que le criminel soit obligé de s'arrêter.
Le jeu comprend cinq niveaux. 
Bien que techniquement similaire à Out Run de Sega, Chase HQ présente des avancées techniques importantes par rapport à ce titre, dans la présentation de la perspective, des collines et des divisions de pistes.

## Accueil
- Tilt : 5/5 (Master System)